# Romane Bernies
Romane Bernies, née le 27 juin 1993 à Agen (Lot-et-Garonne), est une joueuse française de basket-ball.

## Biographie
Après avoir pratiqué l'athlétisme dès l'âge de 6 ans et d'autres sports, elle s'essaie au basket-ball dès 9 ans au Passage d'Agen. Elle rejoint Foulayronnes de 2005 à 2006 puis Temple-sur-Lot de 2006 à 2008 et intègre le Pôle Espoirs Aquitaine de Mont-de-Marsan pour une année avant de rejoindre les espoirs de Bourges en 2008. Elle remporte la Coupe de France Cadettes en 2009 et 2010 et le Championnat de France en 2009.
En 2010, elle est l'une des dernières recalées du championnat du monde cadettes mais profite des vacances pour se perfectionner dans le camp d'été de Tony Parker, où ses performances lui valent un séjour offert à San Antonio. En 2011, elle est sélectionnée avec les juniores pour disputer le championnat d'Europe, réussissant notamment 17 points en demi-finales. 
Elle s'affirme dans la rotation de Bourges durant la saison 2012-2013 avec notamment 12 puis 9 points face à Cracovie pour la qualification à la Finale 8 de l'Euroligue. Elle inscrit 10 points de la rencontre pour la 3e place en Euroligue.
En 2013-2014, elle accroche  avec Bourges la quatrième place de l'Euroligue, jouant 16 matches pour 3,1 points, 1,4 rebond et 1,4 passe décisive de moyenne. Bourges remporte en 2014 sa huitième coupe de France face à Villeneuve-d’Ascq par 57 points à 48. Ses bonnes performances avec Bourges lui valent une place dans la pré-sélection de 24 joueuses de l'Équipe de France annoncée le 16 mai 2014. Elle est l'une des dernières joueuses coupées de l'équipe de France avant la Coupe du Monde en Turquie en 2014 : « La préparation s'était bien passée, aussi parce que je connaissais Valérie Garnier et la plupart des joueuses. Mais être coupée lors des derniers joueurs, c'est décevant. »
Après une belle saison 2014-2015 (4,1 points, 2,1 rebonds, 2,9 passes décisives, 1,5 interception et seulement 0,6 balle perdue), la doublure de Céline Dumerc à Bourges signe pour deux ans à Angers où son nouveau coach David Girandière veut lui faire passer un cap : « Elle vient à Angers pour effacer cette image que tout le monde a d’elle d’être la "doublure de". Elle doit passer au statut de "meneuse de" (...) Mon objectif en tant qu’entraîneur, est qu’elle devienne une meneuse incontournable de la Ligue féminine ». Son séjour en Anjou ne dure qu'un an, le club étant relégué en Ligue 2 : « J'avais plus de responsabilités, plus de temps de jeu, mais je suis passée d'un club qui gagnait presque tout à une équipe où on devait aller chercher les victoires. C'était compliqué, mais ça m'a appris énormément de choses. »
Responsabilisée à Montpellier par la blessure d'Anaël Lardy, elle réalise sa meilleure saison en cumulant 8,9 points à 51 % de réussite à 2-points, 3,5 rebonds, 5 passes décisives et 2,4 balles perdues pour 11,5 d'évaluation en 21 minutes. Le club se classe septième de la saison régulière et doit affronter Charleville-Mézières en quarts de finale des play-offs.
Elle est présélectionnée en équipe de France de basket-ball en vue du Championnat d'Europe 2019, mais ne figure pas dans la sélection finale.
Après avoir rejoint le club polonais de Gdynia durant l'été 2021, elle effectue son retour à Montpellier en janvier 2022.
En équipe de France, elle remporte à 31 ans la médaille d'argent olympique ! « Je pense qu’en termes d’émotion et tout ce qui va avec, il n’y a rien dans ma carrière qui pourra venir égaler ce moment-là. »

## Clubs
| Saisons   | Équipe                                                       | Pays    |
| 2008-2015 | Tango Bourges Basket                                         | France  |
| 2015-2017 | Union féminine Angers Basket 49                              | France  |
| 2017-2021 | Basket Lattes Montpellier Méditerranée Métropole Association | France  |
| 2021-2022 | Arka Gdynia                                                  | Pologne |
| 2022-     | Basket Lattes Montpellier Méditerranée Métropole Association | France  |

## Palmarès

### Équipe nationale
- Médaille d'or des Jeux de la Francophonie 2017
- Medaille d'argent Aux JO 2024 de Paris

### Club
- Championne de France : 2011, 2012, 2013[18] et 2015[19].
- Match des champions : 2014[20]
- Coupe de France : 2010, 2014[14] et 2021[21]
- Coupe de France cadettes : 2009, 2010[14]
- Vainqueur du Match des Champions LFB 2014[14]

## Récompenses Individuelles

### Club
- First Pick All Star LFB : saison 2023-2024

- First Pick All Star LFB : saison 2024-2025

## Décorations
- Chevalier de l'ordre national du Mérite (2024)[22]